# مختبر بيولوجيا الفضاء الميداني
مختبر بيولوجيا الفضاء الميداني هو ثاني مسبار اقترحته ناسا ضمن برنامج فايكينغ، ويتكون من قمر اصطناعي وظيفته الدوران حول المريخ، ويتكون أيضا من هابطٍ وظيفته الرئيسية هي الهبوط على سطح المريخ لدراسته.
عمل الهابط لفترة 1281 يوماً على المريخ، وتوقف عمله يوم 12 نيسان 1980م، عندما تعطل المولّد الكهربائي فيه (بطاريته)، أما القمر الاصطناعي فقد استمر في العمل حتى 25 تموز 1978م والتقط قرابة 16000 صورة في 706 دورة حول المريخ.